# Tomerong
Tomerong – Miejscowość w Australii, w stanie Nowa Południowa Walia.